# Pucioasa
Pucioasa est une ville du județ de Dâmbovița, en Roumanie.

## Démographie
Lors du recensement de 2011, 94,65 % de la population se déclarent roumains (0,98 % déclarent une autre appartenance ethnique et 4,35 % ne déclarent pas d'appartenance ethnique).

## Politique
| Parti | Parti                        | Sièges |
| ----- | ---------------------------- | ------ |
|       | Parti social-démocrate (PSD) | 11     |
|       | Parti national libéral (PNL) | 5      |
|       | Indépendant                  | 1      |